# Bomba lotnicza 50 kg wz. 29
Bomba lotnicza 50 kg wz. 29 – polska bomba burząca wagomiaru 50 kg.
Bomba wz. 29 miała kroplowy korpus zakończony statecznikiem. Korpusy były początkowo tłoczone z bloków stalowych, później wykonywano je z grubościennych rur stalowych bez szwu. Elaborowana była trotylem lub kwasem pikrynowym. Bomba była uzbrajana zapalnikiem głowicowym wtłoczeniowym, wiatraczkowym 48/60 FA wz. 35. Zapalnik był zabezpieczony zawleczką połączoną linką z wyrzutnikiem bombowym. Po zrzucie zawleczka była wyciągana, dzięki czemu możliwe było odblokowanie wiatraczka, który po wykonaniu odpowiedniej liczby obrotów wypadał z bomby i odbezpieczał zapalnik. Bomba była podwieszana na wyrzutnikach w pozycji poziomej na pojedynczym wieszaku.
Udoskonaloną wersją bomby wz. 29 była bomba lotnicza 50 kg T wz. 32 skonstruowana przez Mikołaja Tarnowskiego.